# Ethel Byrne
Pour les articles homonymes, voir Byrne.
Ethel Byrne, née en 1883 et morte en 1955, est une féministe radicale américaine de l'ère progressiste. Elle est la cadette de Margaret Sanger, militante pour la contraception, et l'aida dans son travail.

## Biographie
Ethel et Margaret Higgins font partie des onze enfants d'une famille irlando-américaine fondée par Michael Hennessey Higgins et Anne Higgins. Anne Higgins favorise alors Ethel, ce qui désole Margaret et provoque une rupture dans leur relation.
Ethel a un mariage bref et malheureux avec Jack Byrne, ouvrier du verre. Ils ont deux enfants, Jack et Olive. En 1906, Ethel confie ses enfants à leurs grands-parents paternels pour les protéger de leur père violent ; elle ne rend visite à sa fille qu'une seule fois en seize ans. Olive devient une muse importante pour le créateur de Wonder Woman, William Moulton Marston, et davantage de détails sur la vie d'Ethel Byrne sont révélés lorsque Jill Lepore écrit sur le personnage de super-héroïne en 2014.
Le passé d'infirmière d'Ethel Byrne fut essentiel à son activisme et contribua directement à son désir de rendre la contraception accessible aux femmes de différents milieux socio-économiques. Elle était une infirmière qualifiée qui aidait les femmes immigrantes ayant besoin de soins médicaux dans la région de Brownsville, à Brooklyn, New York, en 1916.